# Arnaud Gobet
Pour les articles homonymes, voir Gobet.
Arnaud Gobet, né le 29 octobre 1952 à Paris, est un entrepreneur français. Il est président des laboratoires Innothéra, une entreprise familiale créée par son grand-père, René Chantereau.

## Biographie
Arnaud Gobet est diplômé de l’École supérieure d’électricité et de l’école de commerce HEC lorsqu’il commence sa carrière professionnelle en tant qu’ingénieur, d’abord comme responsable du développement d’applications informatiques au sein de la société Cegos-Tymshare, puis comme ingénieur commercial chez Alcatel Câbles, chargé des télécommunications par fibres optiques. Entre 1981 et 1984, il est directeur commercial du groupe SERAP, une PME spécialisée dans la fabrication de matériel industriel de refroidissement à destination des industries agroalimentaires.
Il intègre l’entreprise familiale Innothéra en 1984 et est successivement nommé directeur général puis président, succédant ainsi à son père, Bernard Gobet. En réaction à l’arrivée des génériques en 1999, il impulse le virage stratégique du groupe, à savoir le développement des ventes à l’exportation et l’activité bas de contention.
Gobet fut également président de l’Association des Laboratoires et des Firmes de Santé (ALFIS) de 1999 à 2007 et Administrateur du syndicat Les Entreprises du médicament durant les années 2000. On le retrouve en mars 2012 élu président du pôle de compétitivité dédié aux technologies innovantes pour la santé et les nouvelles thérapies, MEDICEN Paris Région, dont l’ambition est de renforcer l'attractivité du territoire francilien et le dynamisme de sa filière santé. 
En 2012, Arnaud Gobet est classé 321e fortune française par le magazine Challenges. En 2020, il occupe la 275e place de ce classement.
En 2013, son nom est cité à plusieurs reprises dans la presse, dans le cadre de l'affaire Cahuzac,.
Arnaud Gobet est le frère de l'essayiste Thierry Gobet, propriétaire du château de La Celle.

## Distinctions
- Officier de la Légion d'honneur Il a été promu officier par décret du 30 décembre 2017[13]. Il a été fait chevalier le 12 février 2008.